# Södra Kattesundskyrkan
Södra Kattesundskyrkan är benämningen på en katolsk kyrka i Lund under medeltiden, som låg i kvarteret Drotten vid Kattesund. Den var en stavkyrka. Den låg nära både Östra Kattesundskyrkan och trä- respektive stenkyrkorna Trinitas Salvator (Sankt Trinitas Salvator och Sankt Trinitas Salvator kyrka (Drotten)).
I samband med en stor arkeologisk undersökning vid Kattesund 1982–1984 hittades lämningar efter en träkyrka på södra sidan av Kattesund. Dess skyddshelgon är ej känt, varför den kallas bara för Södra Kattesundskyrkan. Hela kyrkan var 19 meter lång och 6,5 meter bred, varav långhuset var 15 meter långt och koret var fyra gånger fyra meter stort. Kyrkans väggar bestod av stavar som placerats i en grävd ränna i marken och de bar också upp kyrkans tak. 
Det fanns grävda rännor i norr, öster och söder som markerade gränsen för kyrkogården, som var 55 gånger 15 meter stor i öst-västlig riktning. Det har hittats 130 gravar i de två tredjedelar av kyrkogården, som undersöktes arkeologiskt.
I kyrkans västra del hittades lämningarna av två klockgjutningsgropar med ett skjul över, vilka fungerat som klockgjutarverkstad. Anläggningen har daterats till omkring 1042–1043. Åtminstone den ena av de två klockor som göts där förmodas varit till för Sankt Trinitas Salvator kyrka (Drotten), som kan ha byggts färdig under 1040-talet under ledning av engelsmannen Henrik, som blev biskop i Lund i början av 1040-talet. Träkyrkan byggdes efter det att klockgjutningen hade avslutats, troligen under 1040-talet, som en kyrka för de engelska klockgjutare, som fick sin sista vila på kyrkogården.